# Eduardo Horacio García
Eduardo Horacio García (n. Buenos Aires, Argentina, 22 de enero de 1956) es un obispo católico argentino.
Entre 2003 y 2014 fue Obispo Auxiliar de Buenos Aires y Titular de Ipagro.
Hoy en día es el Obispo de San Justo.

## Trayectoria
Cuando era joven descubrió su vocación religiosa en la parroquia Nuestra Señora de la Misericordia del barrio de Mataderos  y decidió ingresar en el seminario.
Al terminar su formación eclesiástica, fue ordenado sacerdote el día 18 de noviembre de 1983, por el entonces cardenal arzobispo metropolitano de Buenos Aires monseñor Juan Carlos Aramburu.
Después de ser ordenado, ha sido vicario parroquial (entre 1984 y 1987), párroco en tres parroquias (de 1984 a 2003), director de la revista «Pan y Trabajo» (1985-1995), responsable diocesano de la pastoral por la infancia (1991-2003) y director espiritual en el Seminario Mayor de Buenos Aires (2000-2010).
Tras varios años ejerciendo su ministerio pastoral, el 21 de junio de 2003 siendo párroco de la Parroquia Nuestra Señora de Caacupé del barrio porteño de Caballito fue elegido por el papa Juan Pablo II como obispo auxiliar de la arquidiócesis de Buenos Aires y como obispo titular de la antigua Sede de Ipagro.
Al ser elevado al rango de obispo, además de elegir su escudo, escogió el lema: "Me gastaré y me desgastaré por ustedes".
Recibió la consagración episcopal el 16 de agosto de ese mismo año, a manos del entonces arzobispo metropolitano Jorge Mario Bergoglio (luego papa Francisco) actuando como consagrante principal; y como co-consagrantes tuvo a los también auxiliares Jorge Eduardo Lozano y  José Antonio Gentico.
Posteriormente, el 6 de noviembre de 2014 fue nombrado por Francisco obispo de la diócesis de San Justo.
En este cargo sustituyó a monseñor Baldomero Carlos Martini y tomó posesión oficial durante una ceremonia que tuvo lugar el día 14 de diciembre en la catedral diocesana.
Como obispo, dentro de la Conferencia Episcopal Argentina (CEA) es miembro de las comisiones episcopales de Apostolado Laico y Pastoral Familiar y de la Comisión de Comunicación Social.